# 細川嘉六

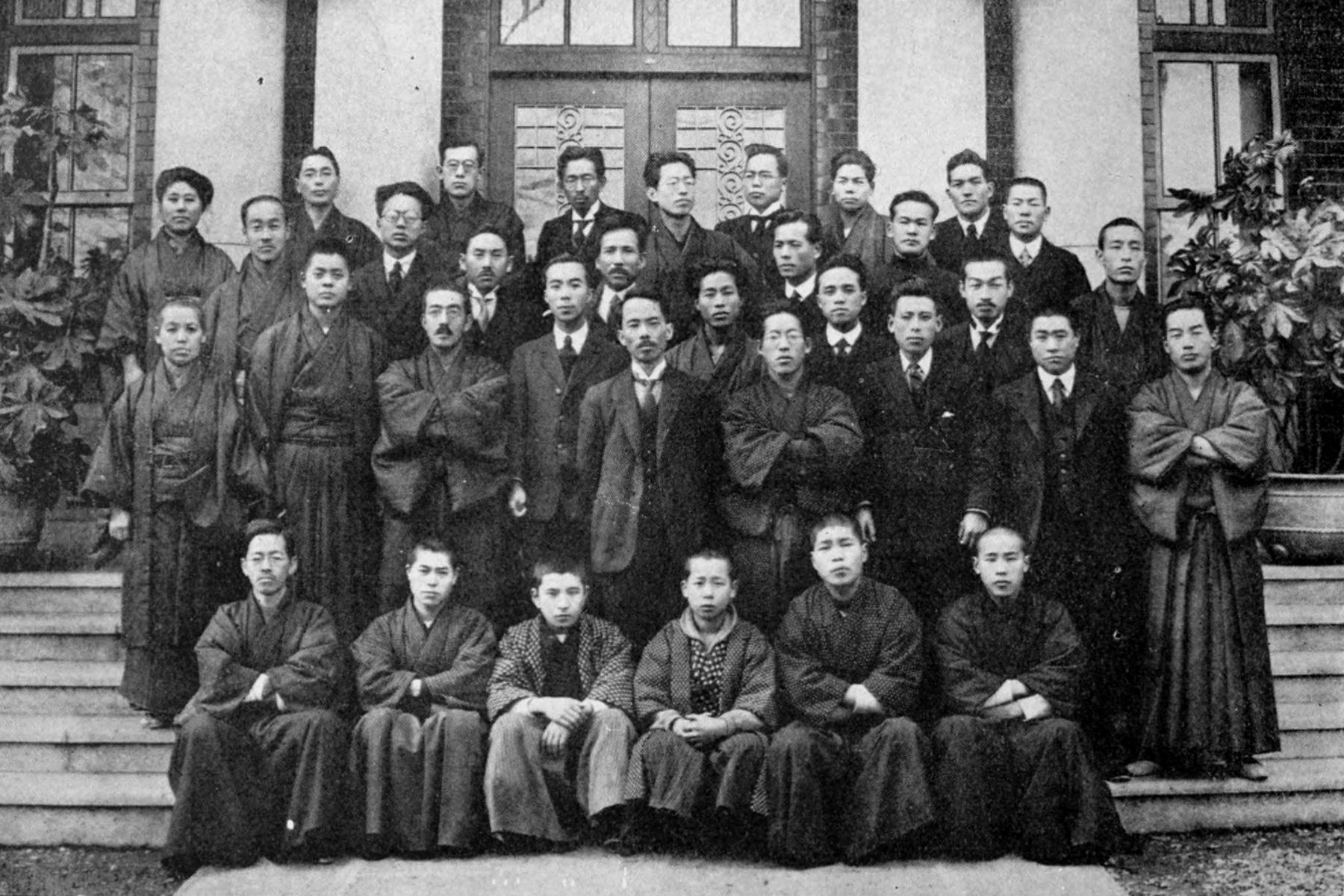
1923年当時の大原社会問題研究所員
（2列目左から5人目が細川嘉六）

細川 嘉六（ほそかわ かろく、1888年〈明治21年〉9月27日 - 1962年〈昭和37年〉12月2日）は、日本のジャーナリスト・政治学者。日本共産党参議院議員。

## 来歴

### 生い立ち
※以下、第一高等学校時代までの記述は、1953年に服部之総が細川からの聞き取りにより作成したが未刊となっていた「河童自伝」（2019年刊行の『スモモの花咲くころに 評伝細川嘉六』に収録）および『スモモの花咲くころに 評伝細川嘉六』巻末年譜に基づく。
富山県下新川郡泊町（現・朝日町）出身。生家があったのは、東三浦町と呼ばれる一角だった。後年の回想によると、父の実家は町方で晒問屋を営んでいたが、近代的紡績産業の発展で仕事を失い、実家の次男だった父は季節によって様々な仕事に就く「稼ぎ人」と呼ばれる職業だった。母は漁村の出身で、細川は3人兄弟の長男である。父が出稼ぎのために長期に家を空ける（宮古あたりまでは出かけていたという）ときの寂しさと、帰宅したときの嬉しさを後年語っている。地元の泊尋常高等小学校に進み、当時の尋常科4年終了後に高等科4年にも続けて通った。通常は尋常科卒業後には働くことが多い「稼ぎ人」の子弟の中で高等科に進めた背景として、両親に向学心を持つ子供への理解があったからであろうという趣旨を述べている。高等科4年の時に父が死去し、母はそれまで父がおこなっていた魚の行商を始めて家計を支え、細川も新聞配達、さらに農繁期に水田に入れる石灰を農家まで配達する仕事の手伝いもした。
高等小学校時代に東京に出て中学校に進むという志望が芽生えていた。1903年に高等小学校を卒業後は、1904年から小学校の代用教員として1年3か月勤務した。この間、細川の希望を知った恩師の勧めで師範学校を受験し、学科に合格するも口頭試験で不合格となる。思いあまった細川は1905年に、同じ町から早稲田の文科に進んでいた先輩を頼って上京する。仕事には苦労し、医者の書生やアイスクリームの路上販売をしたがいずれも長続きせず、「アンコ」と呼ばれた日雇い労働者となる。「アンコ」の仕事の傍ら正則英語学校に通学した。「アンコ」への転職時に、早稲田の先輩方からアイスクリーム売りの雇い主の下に寄宿先を変えている。しかし定収が保証されない「アンコ」の仕事に不安を覚え、同郷の知人とともに納豆売りを始めたものの失敗、同県人の司法省官僚を紹介されてその斡旋で司法省の雇い人となり、ようやく収入が安定して正則英語学校から第一高等学校に進むための予備校に移った。司法省では2年間勤務した。
司法省で貯めた資金を元に退職して勉強している際に、東京帝国大学にいた郷里の先輩から紹介されて小野塚喜平次の書生となる（1907年）。小野塚は細川をかわいがったが、一方で当時は「生意気」だったという細川は約1年で小野塚の元を出て（その間にも一度出戻っている）新聞配達をしながら、錦城中学校の4年生に編入を許される（編入は1908年）。錦城中学校を卒業後に、小野塚の勧めにより第一高等学校法科に進学した。入学は1910年9月で、細川が満22歳を迎える頃だった。
第一高等学校での最初の試験は好成績だったが、その後は「誰の言うことも聞かず、勝手なことをやっていた」ため、成績は下がった。この間、校長の新渡戸稲造に対してその「修養論」の問題点を指摘する演説を、新渡戸の帰国記念祭でおこなう。これについて細川は演説は新渡戸に対する個人的な敬意とは別だったと述べている。校長が新渡戸から瀬戸虎記に交代した後、森島守人や矢内原忠雄が新渡戸留任運動のストライキを計画した際は、細川は「及び腰では成功しない」としてこれに積極的に関与しなかった。
1913年に東京帝大法学部政治学科 に進み、1917年に卒業する。

### 太平洋戦争中まで
東京帝大卒業後、小野塚の紹介で住友総本店に入るも、1年で退職した。この理由について、細川は後年、当時の社会運動の高まりの中で「財界に奉公しても人民大衆のためになるものでない」と考えたことと、元来言論界を志望していたことを述べている。
翌1919年に読売新聞社に入社。これは住友総理事の鈴木馬左也が、兄である秋月左都夫が社長を務めていた読売新聞社を紹介したことによる。ところが同年6月に読売新聞社が身売り（秋月は社長を退任）したことで、細川は退職を余儀なくされた。ただちに東京帝大経済学部教授の高野岩三郎の推薦で同学部助手となり、高野が主宰する「同人会」にも参加した。だが、5か月後の1920年1月に森戸事件が起き、細川は他の「同人会」会員とともにこれに抗議して東京帝大を退職する。細川は、高野が所長を務める大原社会問題研究所（当時は大阪市にあった）に入所、ようやく落ち着いて学究活動に取り組めるようになった。
大原社研では1925年から1926年にかけてドイツ・フランス・イギリス・ソ連に留学し、大きな影響を受ける。ソ連のモスクワでは片山潜と面会、10日間の滞在中は毎日話をした。この時片山は1918年米騒動の研究に大原社研で取り組むことを薦め、細川も承諾する。帰国後に研究所に呼びかけて米騒動の資料収集と研究を始め、研究所外の布施辰治らの協力も得て、1932年から1933年にかけて機関誌『大原社会問題研究雑誌』に「大正七年米騒動資料」として発表した（対象は富山県と和歌山県）。雑誌に掲載されたのは収集した資料の一部だったが、後述の警察による検挙等もあり、残りを細川自身の手で分析発表することはできなかった。資料そのものは保存され、1954年京都大学人文科学研究所に委託されて山辺健太郎が整理したのち、井上清と渡部徹共編による『米騒動の研究』（有斐閣、1955年 - 1962年）のベースとなった。
細川はウラジーミル・レーニンの『帝国主義論』に関心を示し、1924年にはレーニンが義和団事件を題材に執筆した評論「中国戦争」を「支那侵略」のタイトルで翻訳した。また1927年には大阪朝日新聞記者だった尾崎秀実と「中国問題研究会」を発足させた。この時期には労働農民党を支援し、1928年に実施された最初の普通選挙（第16回衆議院議員総選挙）では、香川県から立候補した大山郁夫の応援弁士を務めた。その後労働者農民党結成大会に参加している。
1933年3月、「共産党シンパ事件」（日本共産党に420円の資金提供をしたというもの）による治安維持法違反容疑で警察に検挙され、4月に大阪地方裁判所で起訴、1934年に懲役2年執行猶予4年の判決を受ける。これに伴い、1933年4月から1935年1月まで大原社研を休職した。
1937年に大原社研の組織改編（大原孫三郎の個人出資から独立法人に）に伴って研究所を退所し評議員になるとともに、東京市世田谷区に転居した。上京後、知遇のあった立憲民政党の衆議院議員だった風見章が昭和研究会内に「支那問題研究会」を発足させる際に風見の推薦を受けて昭和研究会のメンバーとなる。さらに、風見が資金を拠出する形で「支那研究室」（支那研究所、とも）が設立され、細川は犬養健（責任者）、尾崎秀実、堀江邑一、松本慎一、西園寺公一らとともに加わった。1939年、風見の依頼で長期化した日中戦争に対する国民世論を調べるため、北海道から九州まで足を向ける。結果をまとめ、国民に厭戦気分が高まっていることを風見や西園寺、牛場友彦とともに近衛文麿（細川の証言では第2次近衛内閣発足の頃）に報告してすみやかな撤兵による戦争終結を進言したが、近衛は関心を示さなかったという。これに前後して、1940年4月には南満州鉄道（満鉄）東京支社嘱託になっている。しかし、支那研究室は1941年のゾルゲ事件で尾崎が逮捕されたことにより解散となった。
細川は帝国主義・資本主義分析の一環として日本の植民地研究に取り組み、1940年に『アジア民族政策論』、1941年に『植民史』（現代日本文明史第10巻）を、いずれも東洋経済新報社から刊行した。当時の言論・思想に対する弾圧を避ける表現が用いられていたが、これらを含めた細川の植民地研究は、戦後には浅田喬二らから日本の植民地政策に対する痛烈な批判であるという評価を受けている。『植民史』で印税500円を得た細川は、1942年7月、郷里の泊に親しい編集者や研究者を招いて1泊2日の懇親会を催した。2日目の朝、宿泊先の旅館の中庭で、参加者による記念写真が撮影され、これが後に弾圧事件に使われる。
この直後、雑誌『改造』1942年8月号と9月号に掲載された論文「世界史の動向と日本」に対して、9月14日に陸軍報道部長の谷萩那華雄（当時は大佐）が「共産主義宣伝」と非難する内容が日本読書新聞に掲載され、さらに右翼系のやまと新聞がそれを煽る報道を繰り返した。記事を載せた『改造』の各号は後追いで発禁処分となる。論文の内容は、日本が勢力下に置いたアジア諸国に対して民主主義に基づく民族自決を尊重すべきというもので、共産主義とは関係がなかった。しかし、谷萩による非難記事発表と同日に細川は治安維持法違反容疑で警視庁に検挙された。
細川検挙の3日前に、神奈川県警察部特高課が川田寿とその妻を「アメリカ共産党の指令を持ち帰った」という虚偽の容疑で逮捕し、そこから川田の肉親や関係者に検挙が広がった。川田の勤務先だった世界経済調査会メンバーの高橋善雄が満鉄東京支社調査室メンバーと「ソ連事情調査会」を結成していたことから、満鉄調査室にも容疑がかけられる。満鉄調査室関係者に、細川が泊に招いた西沢富夫と平館利雄がおり、1943年5月に逮捕された西沢の家宅捜索で見つかった泊の懇親会記念写真が「共産党再建準備会」の写真と決めつけられた。これにより、細川はその謀議のメンバーとされ、細川が招いた他の関係者とそれにつながるとされた人物からも多くの逮捕者が出た。これが横浜事件と呼ばれる言論弾圧事件である。
細川は最初の論文事件で世田谷警察署に拘留された後、その裁判のために1943年9月に東京拘置所に移されて1944年5月から東京地方裁判所での予審に臨んだが、2回目を終了したところで（他の横浜事件関係者が収容されていた）横浜刑務所の未決監に再度移された（裁判も横浜地方裁判所に移る）。弁護を務めたのは海野晋吉と三輪寿壮だった。拘留されたまま終戦を迎えると、不当な拘禁・弾圧に対して徹底して抗議する姿勢を示した。他の被告には9月に執行猶予つきの有罪判決が下されたが、細川は容疑を認めないまま同月保釈され、10月に治安維持法が廃止されたため、細川の裁判は11月に免訴で終結した。
横浜事件の被害者は「笹下会」という組織を結成し、1947年4月27日に会員33名が共同で神奈川県警察部特高警察官28人を特別公務員暴行傷害罪として横浜地裁に告訴、1952年に最高裁判所で3人に実刑判決が確定したが、サンフランシスコ講和条約発効に伴う大赦令により被告は釈放され、刑に服することはなかった。

### 戦後
1946年1月1日・3日・4日の朝日新聞朝刊に「わが民族躍進の大道」という細川の論説が掲載された。その主旨は、国民が自由平等な立場で作る民主主義が日本再建の道だとするものだった。同月、日本共産党に入党する。その理由について細川は、帰国した野坂参三からの誘いであったと述べている。9月、『世界評論』に「『米騒動』とその後の国民的成長」を発表。
1947年4月の第1回参議院議員通常選挙で日本共産党公認で全国区から出馬して当選（補欠、任期3年）し初代の党国会議員団長となる。1950年の第2回通常選挙（全国区）でも当選するが、1951年9月に占領政策に反したとして逮捕される。不起訴処分となったが、公職追放（レッドパージ）を受けた。
1952年の第25回衆議院議員総選挙と1953年の第26回総選挙には東京1区から共産党公認で立候補したが、いずれも落選した。1952年の選挙後に書かれた「惨敗記」という手記が『改造』1952年11月号に掲載されている。
議員辞職後は「アジア問題研究所」を設立し主宰、また別に「国際事情研究会」（のちにジャパン・プレス・サービス社）を創立した。
日中友好協会の設立にも尽力し、1958年の長崎国旗事件で友好運動のあり方に対する反省を協会に求める意見が出た際には、反省書の起草者・署名者の一人となった。同年、訪中団の副団長（団長は風見章）となり、北京で中国政府に対して侵略戦争を謝罪した。
また、大内兵衛とともに、大月書店版の『マルクス＝エンゲルス全集』の監修を担当した。
細川に私淑した理論社社長の小宮山量平は、細川の生前から著作集の刊行を企図し、1953年には4回にわたって服部之総と2人で細川の回顧談の聞き取りをおこなった。
1962年12月2日、脳出血と急性肺炎のため国立第一病院（現・国立国際医療研究センター）で死去。翌日自宅で近親者らの葬儀ののち、12月8日に青山にある葬儀所で志賀義雄を委員長とする葬儀が行われた。墓所は生前墓碑を建立した朝日町大安寺。

## 没後

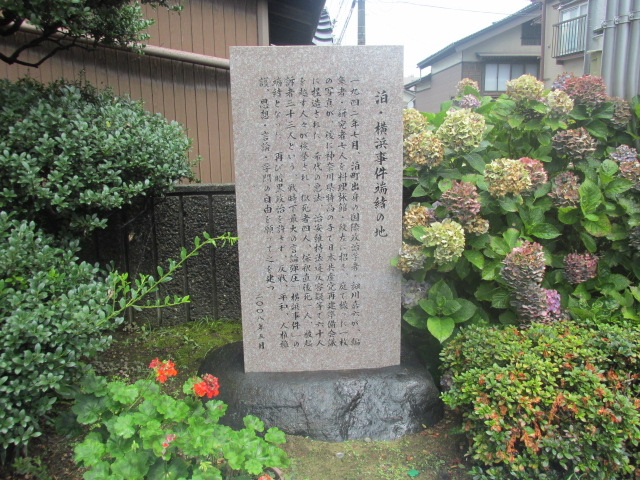
「泊・横浜事件端緒の地」記念碑
（朝日町・「紋左」敷地内）

妻との間に子はなく、財産はジャパン・プレス・サービス社に与えると晩年に話していた。財産遺贈の条件として、細川の没後はジャパン・プレス・サービス社の社員が交代で細川の自宅に滞在して妻の面倒を見た。蔵書は妻から東京大学社会科学研究所にその大半が寄贈され（1969年3月）、「細川文庫」の名称で図書室に収蔵されている。妻は1976年に死去する際に財産をジャパン・プレス・サービス社に譲渡する遺言書を残した。
理論社による著作集は没後10年となる1972年から翌年にかけて刊行された。しかし聞き取りを含む伝記関連の『補巻』は予定されながら未刊に終わり、小宮山没後の2019年にその資料が再発見された。その後、2024年に『河童自伝 細川嘉六 生いたちの記・「放談」・獄中書簡』のタイトルで六花出版より刊行された。タイトルの「河童自伝」は、細川が河童を好んで描いたことに由来する
。
1942年に細川が懇親会を開いた朝日町の旅館「紋左」の敷地には、2008年5月に「泊・横浜事件端緒の地」の石碑が建立された。

## 著作

### 単著
- 『植民政策批判 現代植民運動における階級利害の対立』叢文閣、1927年5月。 NCID BA37561213。全国書誌番号:47001144。
- 『支那革命と世界の明日』同人社、1928年3月。 NCID BA46707284。全国書誌番号:46093572。
- 『日本社会主義文献解説』岩波書店〈日本資本主義発達史講座 第4部 日本資本主義発達史資料解説〉、1932年11月。 NCID BN04004020。全国書誌番号:22614551 全国書誌番号:46034181。
  - 『日本社会主義文献解説』（復刻版）岩波書店〈日本資本主義発達史講座 第4部 日本資本主義発達史資料解説〉、1982年5月。 NCID BN0475517X。全国書誌番号:82043566。
- 『日清・日露両役の現時局への教訓』創美社、1938年11月。 NCID BA36855398。全国書誌番号:46068462。
- 『欧米勢力の東洋進出』日本国際協会〈太平洋問題資料 3〉、1939年7月。 NCID BA32549855。全国書誌番号:47036961。
- 『アジア民族政策論』東洋経済新報社、1940年12月。 NCID BN03548475。全国書誌番号:46044796 全国書誌番号:57012324。
- 『植民史』東洋経済新報社〈現代日本文明史 第10巻〉、1941年9月。 NCID BN04966867。全国書誌番号:46037047。
- 『世界史の動向と日本』伊藤書店〈人民群書〉、1946年6月。 NCID BN05108542。全国書誌番号:60010501。
- 荻野富士夫、西村央 編『河童自伝 細川嘉六 生いたちの記・「放談」・獄中書簡』六花出版、2024年5月。ISBN 978-4866172422。

### 執筆
- 「内外の情勢を直視せよ」『憂国の人々に訴う』ナウカ社、1949年8月。 NCID BN11635349。全国書誌番号:49006595。

### 編集
- 『新世界の構想と現実』中央公論社〈大東亜基礎問題研究 第4巻〉、1942年5月。 NCID BN11449708。全国書誌番号:46008558 全国書誌番号:61010543。

### 翻訳
- トマス・ホッヂスキン『労働弁護論』我等社〈我等叢書 第2冊〉、1926年10月。 NCID BN0954636X。全国書誌番号:43052567。

### 共訳
- カール・マルクス 著、久留間鮫造・細川嘉六 訳『猶太人問題を論ず』同人社、1925年11月。 NCID BN12383343。全国書誌番号:43050731。
  - カール・マルクス 著、久留間鮫造・細川嘉六 訳『猶太人問題を論ず』岩波書店〈岩波文庫 317〉、1928年7月。 NCID BA37662538。全国書誌番号:47029490 全国書誌番号:48012143。
  - カール・マルクス 著、久留間鮫造・細川嘉六 訳『猶太人問題を論ず』（オンデマンド版）一穂社〈名著／古典籍文庫〉、2004年12月。 NCID BA71638966。全国書誌番号:47029490 全国書誌番号:48012143。

### 著作集
- 『帝国主義と日本』理論社〈細川嘉六著作集 第1巻〉、1973年4月。 NCID BN00921255。全国書誌番号:74003896。
- 『植民史』理論社〈細川嘉六著作集 第2巻〉、1972年1月。 NCID BN01990934。全国書誌番号:71019878。
- 『アジアと日本』理論社〈細川嘉六著作集 第3巻〉、1972年9月。 NCID BN0199102X。全国書誌番号:71019879。